# 无声的愤怒
《无声的愤怒》（Les muets），是加缪于1957年寫成的短篇小说。本篇為《流放与王国》一书中的第三篇短篇小说。

## 情节摘要
故事主角是阿尔及利亚战争期间一家制桶厂的工人們。在罢工失败后，這群工人重返工作岗位。当主人的女儿得了严重的急病需要救护车时，工人们不说任何安慰的话。雇主拉薩爾本人不是坏人，甚至试图和工人們和解，说如果生产力提高，从而带来更多收入，雇主会增加他们的工资。尽管如此，工人们都很冷漠。当一天结束，雇主所有人告别时，没有人反应。然而，工人们自己仍有自己的惻隱之心，工人们对彼此都很热情，但不用於雇主與雇主女兒身上。虽然作为整体，伊瓦爾不應同情雇主的情況，但伊瓦爾却无法停止思考小女孩。故事結尾，伊瓦爾返家，向妻子倾诉发生一切，最后評論道：“啊！这全部都是他自己的错！”，幻想著若自己與妻子能更年輕一點，便可辭職前往別的地方生活。